# Tron: Legacy Reconfigured
Tron: Legacy Reconfigured (reso graficamente come Tron: Legacy R3C0NF1GUR3D) è un album di remix del gruppo musicale francese Daft Punk, pubblicato il 5 aprile 2011 dalla Walt Disney Records.

## Descrizione
Il disco contiene i remix delle tracce presenti nella colonna sonora del film Tron: Legacy, realizzati da quindici musicisti diversi.

## Tracce
1. Derezzed (Remixed by The Glitch Mob) – 4:22
2. Fall (Remixed by M83 vs. Big Black Delta) – 3:54
3. The Grid (Remixed by The Crystal Method) – 4:27
4. Adagio for Tron (Remixed by Teddybears) – 5:34
5. The Son of Flynn (Remixed by Ki:Theory) – 4:51
6. C.L.U. (Remixed by Paul Oakenfold) – 4:35
7. The Son of Flynn (Remixed by Moby) – 6:32
8. End of Line (Remixed by Boys Noize) – 5:40
9. Rinzler (Remixed by Kaskade) – 6:52
10. Encom Pt. 2 (Remixed by Com Truise) – 4:52
11. End of Line (Remixed by Photek) – 5:18
12. Arena (Remixed by The Japanese Popstars) – 6:07
13. Derezzed (Remixed by Avicii) – 5:03
14. Solar Sailer (Remixed by Pretty Lights) – 4:32
15. Tron Legacy (End Titles) (Remixed by Sander Kleinenberg) – 5:04

Edizione australiana
1. End of Line (Remixed by Tame Impala) – 5:18